# Wilkołak (Pogórze Kaczawskie)
Wilkołak (często także Wilcza Góra, niem. Wolfsberg) – bazaltowy szczyt o wysokości 367 m n.p.m. na Pogórzu Kaczawskim (północno-zachodni skraj Pogórza Złotoryjskiego), pomiędzy miastem Złotoryja, Jerzmanicami a Wilkowem, nek, pozostałość neogenowego wulkanu. W czasie eksploatacji kamieniołomu odsłonięto górnokredowe piaskowce występujące w obrębie złoża bazanitu.

## Geologia
Wilkołak jest pozostałością wulkanu, który był aktywny w [neogenie], w środkowym miocenie, ok. 15,5 mln lat temu, w związku z zachodzącymi wówczas alpejskimi ruchami górotwórczymi. Obecnie widoczne wzniesienie nie stanowi jednak stożka wulkanicznego, lecz resztkę komina, którym magma przedostawała się ku powierzchni, tzw. nek. Stożek wulkanu znajdował się wyżej, jednak w późniejszych okresach został zniszczony, odsłaniając głębsze warstwy skał. Dzięki wyrobiskom kamieniołomu można obserwować niemal pełny przekrój komina wulkanicznego, z różnymi rodzajami skał wulkanicznych i starszych piaskowców oraz efekty innych zjawisk wulkanicznych. Najciekawszą formą jest tzw. róża bazaltowa – układ słupów rozchodzących się gwiaździście z jednego punktu.
U podnóża góry, w górnokredowych piaskowcach znajdują się pseudokrasowe jaskinie: Wilcza Jama (7 m długości) i Niedźwiedzia Jama (2 m).

## Rezerwat przyrody
W 1959 roku na Wilkołaku utworzono rezerwat o powierzchni 1,69 ha. Poza unikatowymi formami geologicznymi na terenie rezerwatu znajduje się również ostoja przyrody ożywionej. W szczelinach wietrzejących bazaltów rosną zespoły paproci szczelinowych (chasmofitów) – są to: paprotka zwyczajna oraz zanokcice – skalna, murowa i północna. Rosną także orlica pospolita, nerecznicza samcza, wietlica samicza, paprotnica krucha i cienistka Roberta. W partiach podszytowych rozwinęły się zarośla krzewiaste takie jak leszczyna, tarnina, dziki bez koralowy, trzmielina zwyczajna, dzika róża, agrest, jeżyna śląska i słoneczna, berberys zwyczajny, wierzba śląska i iwa oraz rzadsza irga zwyczajna.

## Kopalnia bazaltu
Na początku XX wieku na zboczach Wilkołaka rozpoczęła się eksploatacja bazanitu. Obecnie wyrobiska otaczają wierzchołek z trzech stron. Na wschodnim zboczu funkcjonuje Kopalnia Bazaltu Wilcza Góra należąca do firmy Colas. Bazanit wydobyty w tej kopalni posłużył m.in. do budowy Trasy W-Z, Trasy Łazienkowskiej, Pałacu Kultury i Nauki oraz warszawskiego metra. W wyniku działalności kopalni zniszczona została znaczna część góry (ok. 30–40%) wraz ze szczytowym fragmentem, przez co wysokość Wilkołaka obniżyła się z 373 do 367 m n.p.m.

## Kontrowersje
W celu ochrony rezerwatu przyrody od strony zakładu górniczego pozostawiono liczący 50 metrów filar ochronny. W wyniku  eksploatacji prowadzonej przez firmę Colas filar ten został znacznie zniszczony. W niektórych miejscach ma grubość zaledwie 10 metrów, co może zagrażać stabilności góry. Pomimo to w październiku 2013 roku firma Colas powiadomiła o planach dalszej eksploatacji, co wzbudziło wiele kontrowersji w lokalnej prasie i wśród lokalnej społeczności.
W nocy z 25 na 26 sierpnia 2019 roku doszło do oberwania się części zbocza góry w wyniku czego wstrzymano wydobycie w kopalni. Kierownictwo firmy Colas wstrzymało się z oficjalnym komentarzem tego zdarzenia do czasu zakończenia badań prowadzonych przez Wyższy Urząd Górniczy. Z kolei zarówno mieszkańcy jak i władze miasta i Gminy Złotoryja wyrazili swoje zaniepokojenie tym zdarzeniem jak i dalszym losem rezerwatu.

## Historia
W XIX wieku na szczycie Wilczej Góry powstało schronisko z wyżywieniem i noclegami. W czasach niemieckich na szczycie góry znajdowało się lądowisko dla szybowców.

## Galeria

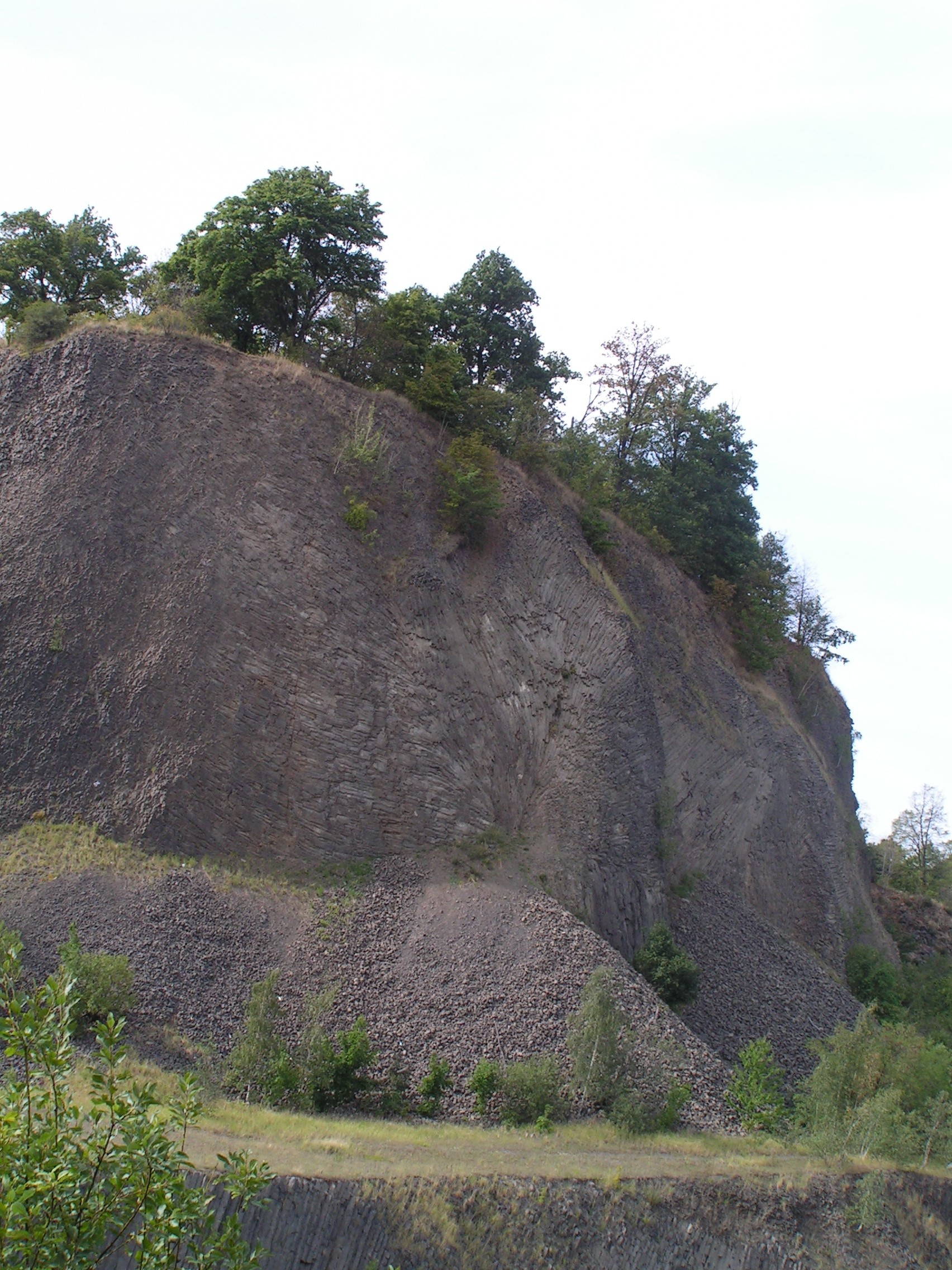
Wilcza Góra
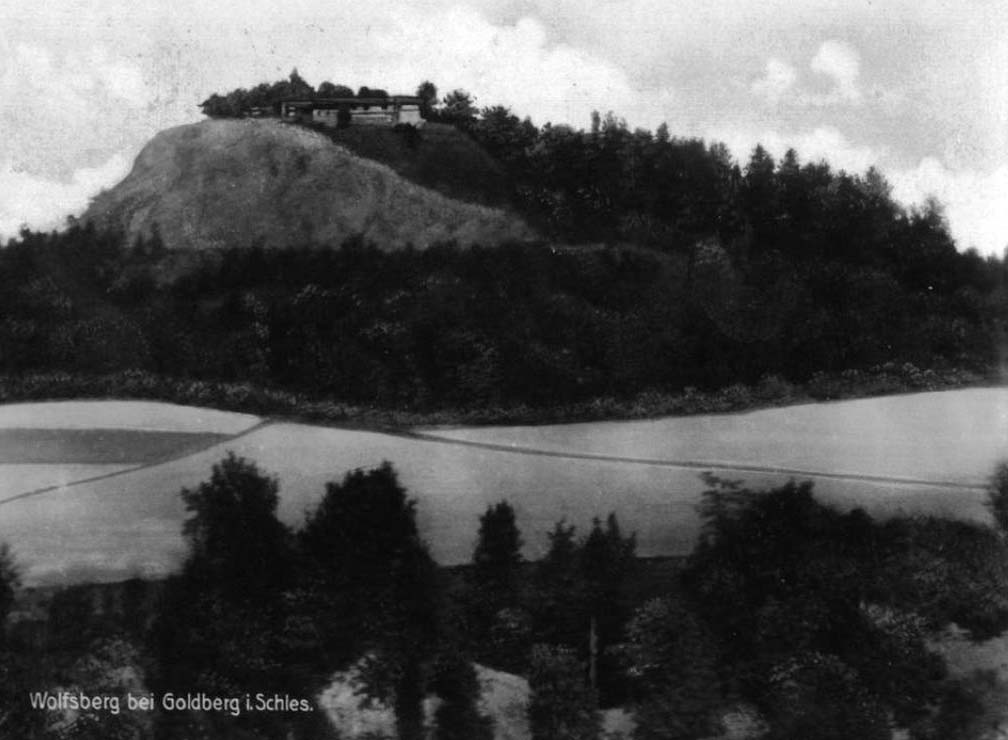
Wilcza Góra na starej widokówce – widok od strony Wilkowa
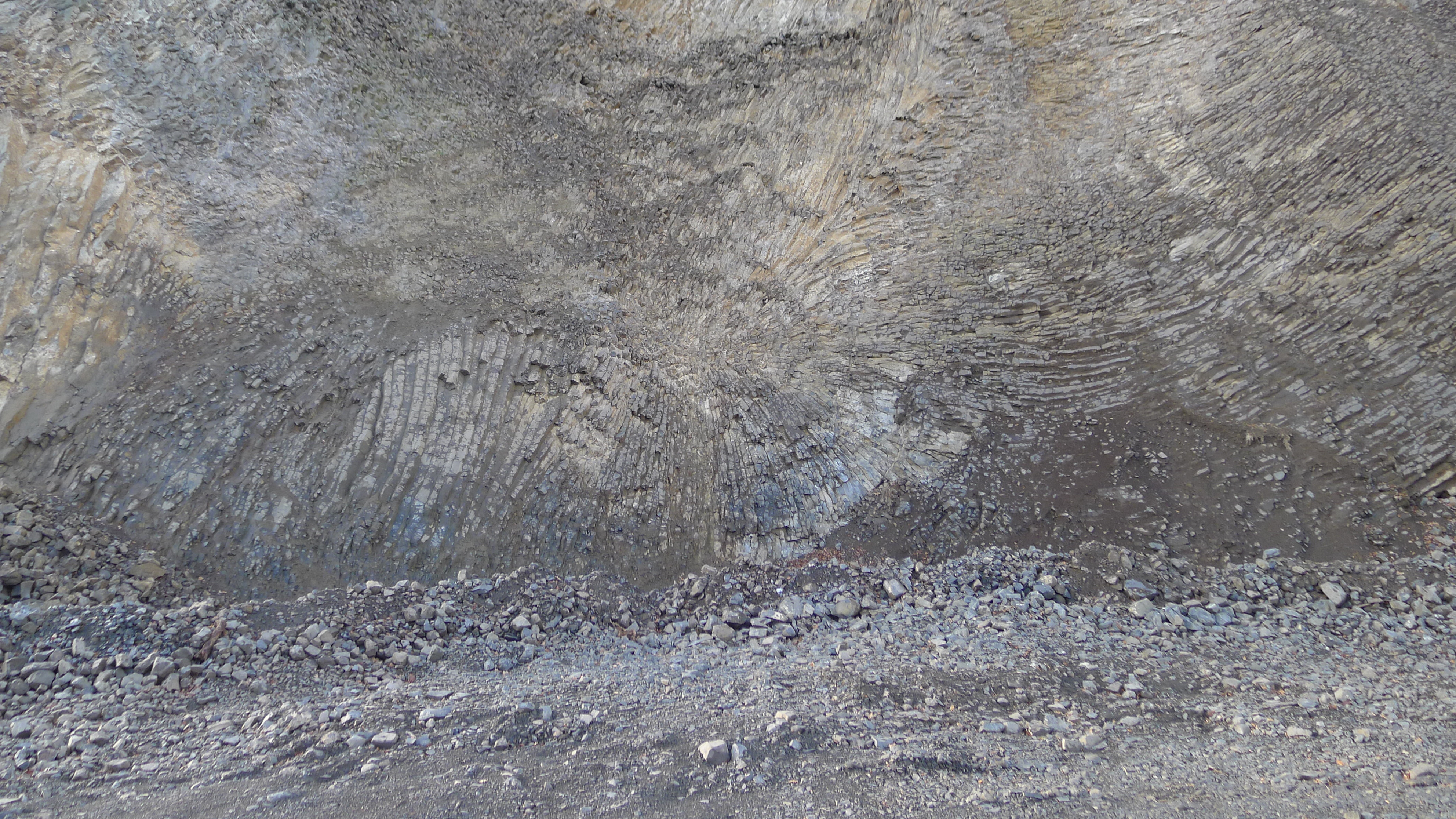
Róża skalna na Wilczej Górze
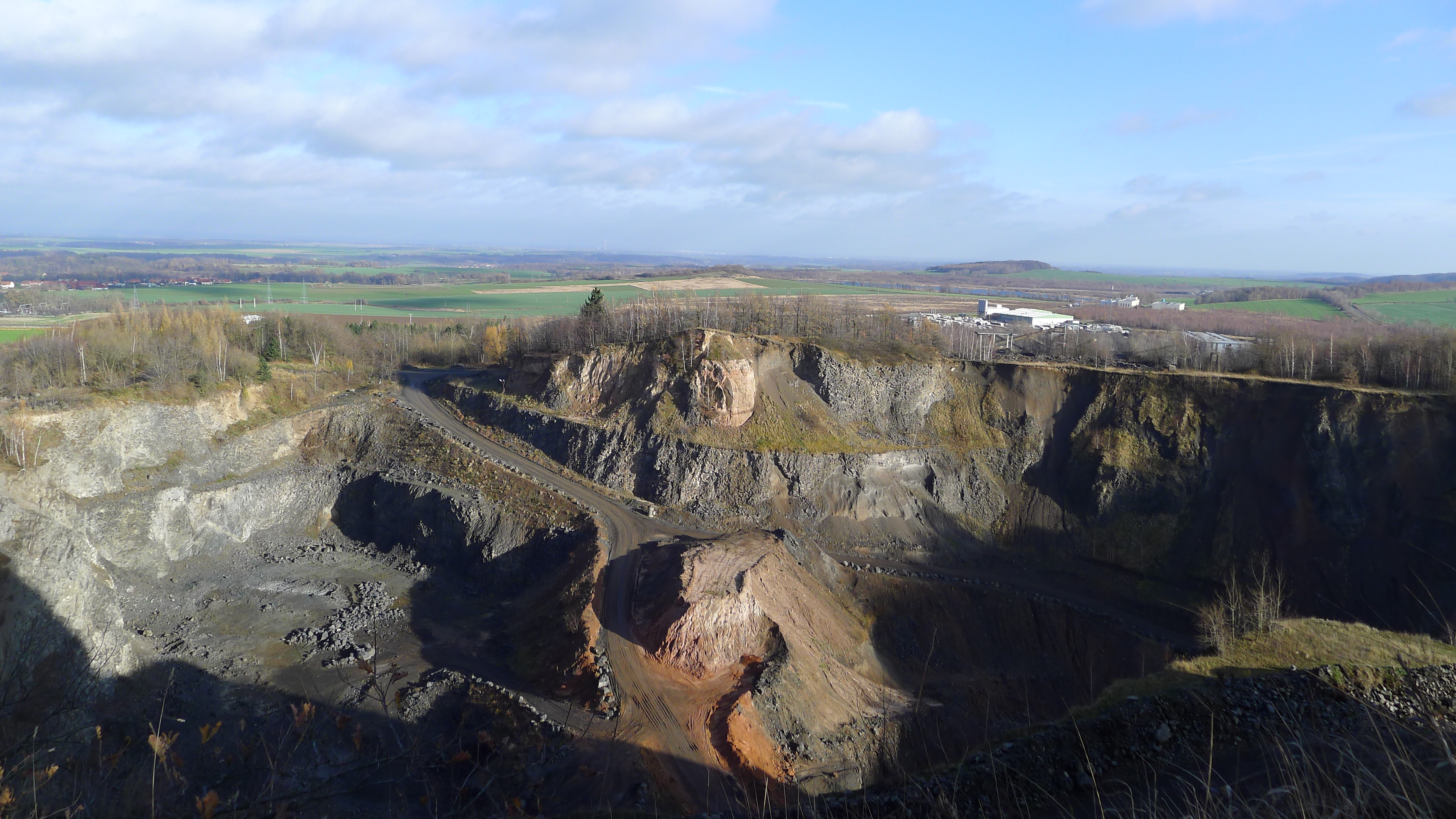
Wyrobisko kamieniołomu od strony zachodniej
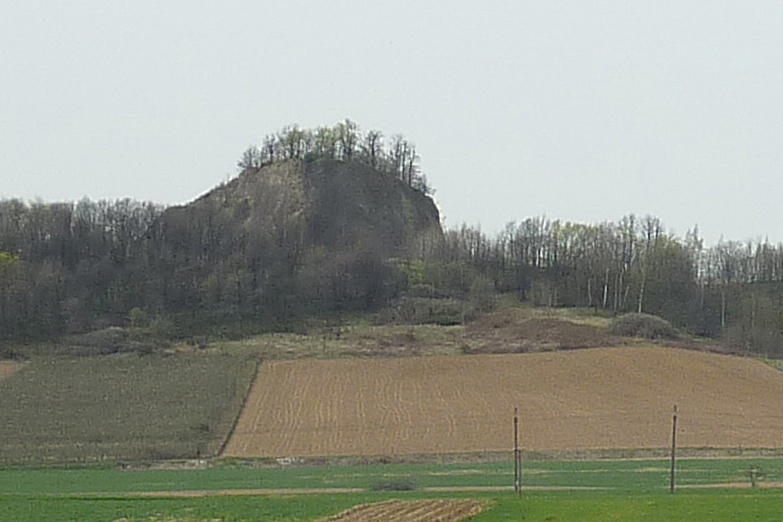
Góra widziana z pobliskiej drogi